# Federal cap-roig
El federal cap-roig (Amblyramphus holosericeus) és un ocell de la família dels ictèrids i única espècie del gènere Amblyramphus. Viu a altituds de fins a 600 msnm a l'Argentina, Bolívia, el Brasil i el Paraguai. El seu hàbitat natural són els aiguamolls. És una espècie en risc mínim, és a dir, no sembla que hi hagi cap amenaça significativa per a la seva supervivència.